# マリ・クレール通り

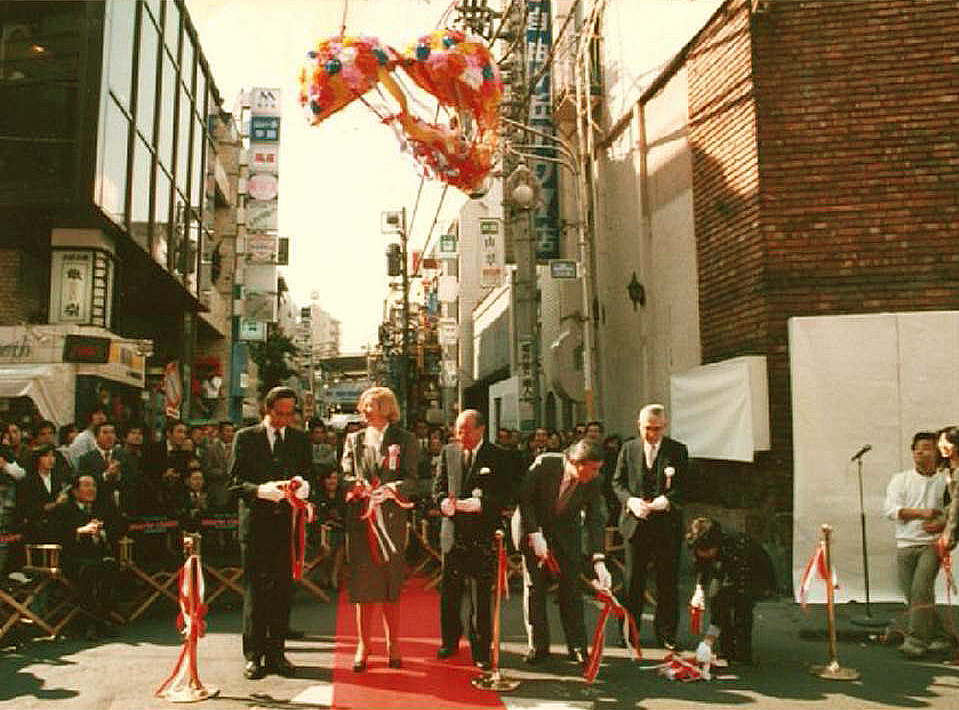
自由が丘マリ・クレール通りオープニングイベント模様

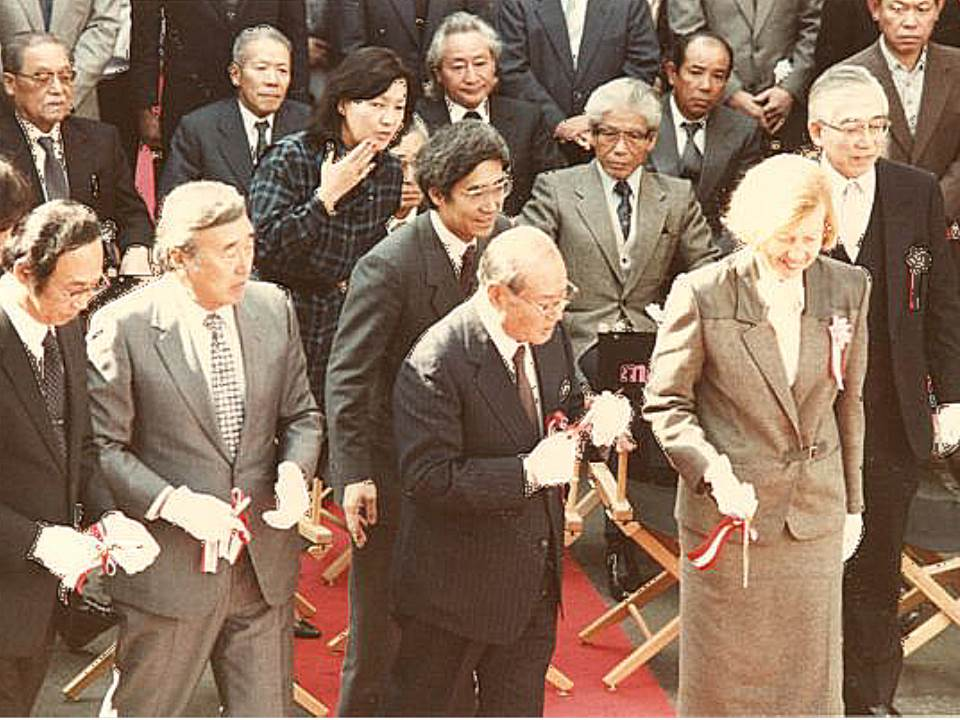
マリ・クレール通りオープニング模様（主な主賓）

マリ・クレール通り（まりくれーるどおり）は、東京都目黒区自由が丘に存在する道路の通称。

## 由来
フランスのファッション雑誌である Marie claire（マリ・クレール）の日本語版が、1982年に創刊された。その際、当時とうきゅう通りと称されていた当地で、自由が丘地区の商業集積の拡大に伴い駅裏という立地から雑多な業種の出店が多数企画された。そのような動きに危機感を抱いた地元商店主や地主の発案で、同時流行したCI（コーポレートアイデンティティ）を導入し、この地区のイメージ向上や集客増などを行う方策の一環として、当時の中央公論社（嶋中鵬二社長）で発刊予定であったマリ・クレール日本語版のプロモーションと連動させる故を意図し、1982年11月3日、正式に通りの愛称として採用されたものである。 このフランスとの連携は、中央公論社及びマリ・クレール・アルバム社の当時のオーナーであったマダム・プルボーの尽力と、当時の在日フランス大使館の協力で可能になった。

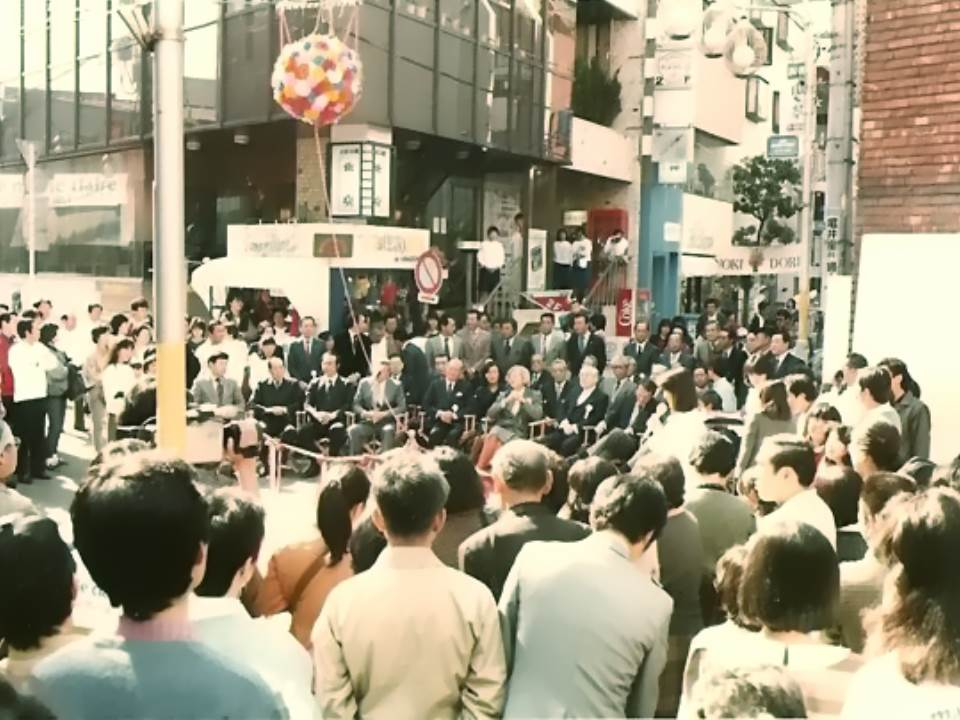
マリ・クレール通りオープング模様、テープカットに集合した人々

## 1982年のフランスと日本
1982年は日仏関係にとっても歴史を飾る一年であった。この年、長い日仏交流の歴史の中で初めて、フランスの国家元首としてフランソワ・ミッテラン共和国大統領が国賓として来日、昭和天皇と会見している。大統領の訪日は4月15 - 17日にわたり、当時の鈴木善幸首相を始めとする政府要人との会談や国会での演説、経済界や文化人との交流を深めている。具体的なこの訪日の成果としては、1997年に開館するパリ日本文化会館の設置が日本政府との間で正式合意される。

## マリ・クレール通りの持つ意味
自由が丘マリ・クレール通りの活性化のための発想のスタンスは当時の自由が丘南口商店会の副会長、渡辺靖和の「商店街は横に広がったデパートである」という姿勢であった。そこからは
、活性化と開発の主体はあくまでも地元商業者と住民であるという姿勢を育んだ。これ以降の時代（バブル期）から現代に至る多くの商店街の活性化と開発が、行政や民間ディベロッパー等の主導であるのと比べて、当地区の考え方は際立っていた。マリ・クレール通りを始め、自由が丘の中心部には大型のショッピングセンターやアミューズメント施設はないのにもかかわらず、多くの来街者を集め、常に住みたい街の上位を占めている。

## マリ・クレール祭り
毎年5月に、この通りや付近の九品仏川緑道の空間を利用して開催される。フランスの国旗が多数掲げられ、シャンソンのライブが行われることで知られるなど、フランスの祭りを意識した演出がなされている。また、フランス大使館文化部も、同イベントの後援を行っている。